# 罗宾·里德 (摔跤运动员)
罗宾·里德（英語：Robin Reed，1899年10月20日—1978年12月20日），美国前男子摔跤运动员。他曾代表美国参加1924年夏季奥林匹克运动会摔跤比赛，获得男子自由式羽量级金牌。